# Barytarbes annulipes
Barytarbes annulipes är en stekelart som först beskrevs av Thomson 1883.  Barytarbes annulipes ingår i släktet Barytarbes och familjen brokparasitsteklar. Arten är reproducerande i Sverige. Inga underarter finns listade.